# Argujillo
Argujillo település Spanyolországban,  Zamora tartományban. Argujillo San Miguel de la Ribera, Fuentespreadas, El Maderal, Villamor de los Escuderos és Guarrate községekkel határos. Lakosainak száma 218 fő (2024).

## Népesség
A település lakosságának változását az alábbi diagram mutatja:
| Lakosok száma | 380  | 355  | 339  | 337  | 324  | 288  | 256  | 242  | 219  | 218  |
|               | 2001 | 2004 | 2007 | 2009 | 2012 | 2014 | 2017 | 2019 | 2022 | 2024 |